# Thief (film)
Thief is een Amerikaanse misdaadfilm uit 1981 die geschreven en geregisseerd werd door Michael Mann. Het scenario werd gebaseerd op Frank Hohimers autobiografie The Home Invaders: Confessions of a Cat Burglar (1975). De hoofdrollen worden vertolkt door James Caan, Tuesday Weld en Robert Prosky.

## Inhoud
Frank (James Caan) is een professionele juwelendief en bezit twee succesvolle zaken die als dekmantel dienen in Chicago. Toch is Frank niet tevreden. Hij wil een gezin stichten met zijn vriendin Jessie (Tuesday Weld) en wil het criminele wereldje verlaten. Maar de dief zit met een probleem: de man die zijn gestolen goederen verkoopt, is dood. Zo wordt Frank verplicht om met Leo (Robert Prosky) te onderhandelen. Leo is een bekend en machtig lid van de georganiseerde misdaad. Leo heeft sympathie voor Frank en hij geeft hem de kans om veel geld te verdienen. Frank ziet de gevaarlijke klusjes van Leo niet zitten en besluit om ze niet te doen. Hij draait bij als hij beseft dat hij het geld nodig heeft om een gezin te stichten. Frank neemt deel aan een diamantenroof aan de West Coast. Hij verdient veel geld en kan dankzij de hulp van Leo, een baby kopen op de zwarte markt. Wanneer Frank zijn contacten met de maffia definitief wil verbreken, loopt het fout.

## Rolverdeling
| Acteur           | Personage               |
| ---------------- | ----------------------- |
| James Caan       | Frank                   |
| Tuesday Weld     | Jessie                  |
| Willie Nelson    | Okla / David            |
| James Belushi    | Barry                   |
| Robert Prosky    | Leo                     |
| Tom Signorelli   | Attaglia                |
| Dennis Farina    | Carl                    |
| Nick Nickeas     | Nick                    |
| W.R. Brown       | Mitch                   |
| Chuck Adamson    | Ancell                  |
| William Petersen | Katz & Jammer Bartender |
| John Kapelos     | Mechanic #3             |

## Productie

### Ontwikkeling
In 1975 bracht John Seybold, een juwelendief uit Chicago, onder het pseudoniem Frank Hohimer het boek The Home Invaders: The Confessions of a Cat Burglar uit. De eveneens van Chicago afkomstige regisseur Michael Mann wilde het boek graag als basis gebruiken voor een misdaadfilm. Na zijn debuutfilm The Jericho Mile (1979) benaderde hij United Artists met de vraag of ze hem financieel wilden steunen in zijn verfilming van het boek. De studio gaf hem de artistieke vrijheid om de misdaadmemoires van Seybold te verfilmen en bezorgde hem een budget van 8 miljoen dollar.

### Scenario
Omdat The Home Invaders hoofdzakelijk uit herinneringen en anekdotes bestond, gebruikte Mann het boek vooral om het taalgebruik, de modus operandi en het milieu van gangsters onder de knie te krijgen. Zo werd het hoofdpersonage van een huisinbreker die juwelen van rijke vrouwen steelt omgevormd tot een dief die inbreekt op plaatsen waar grote hoeveelheden diamanten verzameld worden voor distributie. Omdat het boek zich afspeelt in de jaren 1950 en '60 werden de inbraaktechnieken aangepast aan de jaren '70 en '80.
De regisseur wilde het leven van een juwelendief zo realistisch mogelijk weergeven en verdiepte zich daarom in het misdaadmilieu van Chicago. Via zijn connecties in het politiemilieu kwam Mann in contact met enkele echte juwelendieven en helers, waaronder W.R. "Bill" Brown en John Santucci. Heel wat politieagenten en dieven zouden later ook als acteur en/of technisch adviseur ingeschakeld worden. 
In zijn streven naar realisme verwerkte Mann zoveel mogelijk waargebeurde informatie die hij tijdens zijn research verzameld had in het script. Zo vertelt Frank in de film dat hij in de gevangenis bedreigd werd door een brutale bende die hem wilde verkrachten. Mann kende een gedetineerde die dat was overkomen. De schroothandelaar die Frank met inbraakmateriaal uitrust baseerde Mann dan weer op de grootvader van een jeugdvriend.

### Casting
Eind jaren 1970 werd James Caan door de regisseur benaderd met het scenario voor Thief. De acteur was onder de indruk van zowel The Jericho Mile als Manns script, waardoor hij akkoord ging om het hoofdpersonage te vertolken. Zijn broer, Ronnie Caan, werd nadien een van de producenten van de film. Caan baseerde zijn personage grotendeels op inbreker John Santucci, die ook aan de productie meewerkte.
Een groot deel van de cast werd ingevuld door echte agenten en criminelen uit Chicago, met wie Mann in de rest van zijn carrière nog meermaals zou samenwerken. Het gaat onder meer om John Santucci, Chuck Adamson, W.R. "Bill" Brown, Sam Cirone en Dennis Farina. Farina, die van 1967 tot 1985 lid was van de inbraakafdeling van de politie van Chicago, maakte in Thief zijn acteerdebuut en zou in de daaropvolgende jaren uitgroeien tot een bekende karakteracteur. Naast Farina maken ook James Belushi, William Petersen, John Kapelos en Robert Prosky hun filmdebuut in Thief.

### Opnames
De opnames vonden plaats op verschillende locaties in Chicago en Los Angeles. Voor het camerawerk rekende Mann op Donald Thorin, die hij in dienst nam na het zien van een tv-film waaraan hij had meegewerkt.
De duistere, glanzende uitstraling van de film werd bereikt door low-keybelichting, veel nachtscènes en natte straten, die zo beter neonlampen en andere straatverlichtingen weerspiegelden. Een vrachtwagen met een watertank van zo'n 246 hectoliter (65.000 gallon) werd gebruikt om de straten voortdurend nat te houden. Om de binnenzijde van de auto's te filmen, werd gebruik gemaakt van optische vezel.
Voor de openingsscène van de film moest Caan een echte kluis, ter waarde van 10.000 dollar, kraken met een hydraulische boor. Voor het huis van het hoofdpersonage werd een huis op Catalpa Avenue (Chicago) gebruikt. De woning werd voor de climax van de film uitgebreid met een valse voorgevel die kon opgeblazen worden. De uiteindelijke explosie was echter zo groot dat ook een deel van het echte huis in brand vloog. Het huis moest nadien afgebroken worden.